# Cervatillo de Medina Azahara
El cervatillo de Medina Azahara es una escultura de bronce que servía como surtidor de agua. Fue hallada en la antigua ciudad de Medina Azahara, construida durante el Califato de Córdoba en el siglo X. 

## Historia
La primera referencia que tenemos del Cervatillo es del autor Ambrosio de Morales (1513-1591), cronista del rey Felipe II de España, quien relata en Las antigüedades de las ciudades de España (1575) lo siguiente:

Hánse hallado también en Córdoba la vieja [Medina Azahara] muchas antiguallas, de diversas maneras en diversos tiempos. Destas son la rica pila de mármol blanco de dos varas en largo, y más de una en alto, y otra en ancho, que sirve agora de fuente en el Monasterio de San Geronimo, en el claustro principal. Halláronse dentro desta pila un ciervo y una cierva de latón ricamente labrados, poco menores que un cabrito. El ciervo echa el agua en la pila y la cierva está en el suntosísimo Monesterio de nuestra Señora de Guadalupe.

Por lo tanto, Ambrosio de Morales indica que la escultura se encontró dentro de una pila marmórea de la ciudad de Medina Azahara y se trasladó al monasterio de San Jerónimo de Valparaíso, donde Morales ejercía de monje y que fue construido en el siglo XV con materiales que se extrajeron de Medina Azahara. Tras la Desamortización española, los monjes fueron expulsados el 30 de agosto de 1835 del monasterio y el Cervatillo fue adquirido como pieza número 1 del inventario del Museo Provincial de Bellas Artes, creado precisamente para almacenar y exhibir las obras desamortizadas de los conventos y otros edificios religiosos. Tras la creación del Museo Arqueológico de Córdoba en 1868, el Cervatillo fue cedido a esta institución, en cuyo libro de registros aparece como pieza número 500 e ingresado el 10 de julio de 1881, aunque el director Samuel de los Santos Gener escribió que permaneció en el museo de la Comisión de Monumentos hasta su traslado al Museo Arqueológico en 1905.
Tras la inauguración del Museo de Medina Azahara el 9 de octubre de 2009 el Cervatillo fue trasladado a esta nueva ubicación, donde permaneció durante años. Sin embargo, en febrero de 2022 regresó al Museo Arqueológico de Córdoba, supuestamente para una exposición temporal para conmemorar el Día de Andalucía, aunque parece volver a ser su ubicación permanente.

### Gemela femenina
Mientras que el Cervatillo se mantuvo en Córdoba durante siglos, su gemela femenina se trasladó al Real Monasterio de Santa María de Guadalupe en la actual provincia de Cáceres, donde fue expoliada en algún momento durante la Invasión napoleónica de España (1808-1814) y finalmente fue vendida en la casa de subastas londinense de Sotheby's el 25 de abril de 1997 por 3,3 millones de libras esterlinas, unas 725 millones de pesetas, superando el récord de venta hasta entonces de arte islámico, y siendo expuesta desde entonces en el Museo Nacional de Catar y, tras su inauguración en 2008, en el Museo de arte islámico de Doha, también en Catar.

## Exposiciones temporales
- La pieza fue exhibida en «Las artes del metal en al-Ándalus» celebrada en el Museo Arqueológico Nacional de Madrid entre el 17 de diciembre de 2019 y el 6 de septiembre de 2020.[9][10]
- Fue exhibido en el Instituto para el Estudio del Mundo Antiguo de Nueva York para la exposición «Madinat al-Zahra: la deslumbrante capital de la España musulmana» entre el 30 de octubre de 2024 y el 2 de marzo de 2025.[11]